# 岡山県道85号高梁坂本線
岡山県道85号高梁坂本線（おかやまけんどう85ごう たかはしさかもとせん）は、岡山県高梁市を通る県道（主要地方道）である。

## 概要

### 路線データ
- 起点：岡山県高梁市高倉町田井（国道180号交点）
- 終点：岡山県高梁市成羽町坂本（岡山県道33号新見川上線交点）

## 歴史
- 1993年（平成5年）5月11日 - 建設省から、県道宇治高倉線・県道坂本宇治下原線の一部が高梁坂本線として主要地方道に指定される[1]。

## 路線状況

### 別名
- 吹屋街道[2]

## 地理
県道の途中の標高550 m付近の山中に、江戸時代に銅鉱山として栄えた吹屋ふるさと村があり、ここではベンガラ色とよばれる銅の副産物である赤色顔料を日本で唯一生産したことから、ベンガラ格子と赤褐色の土壁と瓦屋根の町並みがみられる。

### 通過する自治体
- 高梁市

### 交差する道路
| 交差する道路              | 交差する場所 | 交差する場所 |
| ------------------------- | ------------ | ------------ |
| 国道180号                 | 高倉町田井   | 起点         |
| 岡山県道301号落合高倉線   | 高倉町田井   |              |
| 岡山県道302号宇治鉄砲町線 | 宇治町宇治   |              |
| 岡山県道300号宇治下原線   | 宇治町宇治   |              |
| 岡山県道33号新見川上線    | 成羽町坂本   | 終点         |

### 周辺
- 吹屋ふるさと村